# Das Baby-Projekt
Das Baby-Projekt (englischer Originaltitel Flour Babies) ist ein Jugendroman der britischen Schriftstellerin Anne Fine, der im Jahr 1992 beim Verlag Hamish Hamilton veröffentlicht wurde. Die deutsche Erstausgabe in einer Übersetzung von Barbara Heller erschien 1995 beim Diogenes Verlag.

## Inhalt
Eine für das Lehrpersonal sehr schwierige Klasse 13-Jähriger wird im Rahmen eines naturwissenschaftlichen Projektes dazu verdonnert, drei Wochen lang auf kleine Mehlsäcke aufzupassen, die echte Babys repräsentieren sollen, um die sich die Jugendlichen in dieser Zeit rund um die Uhr kümmern müssen. Ihre Erfahrungen im Umgang mit den kleinen Geschöpfen sind dabei tagebuchartig zu protokollieren.
Die Aussicht darauf, am Ende des Projektes die Mehl-Babys quer durch die Klasse zu schießen und jede Menge Mehl durchs Klassenzimmer fliegen zu lassen, lässt die Schüler die gestellte Aufgabe begeistert angehen. Rasch lernen die Kids allerdings, wie viel Aufwand und Verantwortung das Leben mit einem kleinen Kind bedeutet. Simon Martin, einer der Schüler, entdeckt im Zuge des Projektes völlig neue Seiten an sich selbst, begreift plötzlich, warum seine Mutter häufig gereizt ist und kann seinen Vater besser verstehen, der die Familie verlassen hat, als Simon erst wenige Wochen alt war. Nicht alle Jugendlichen halten so tapfer durch wie Simon und kapitulieren vorzeitig. Mit dem Projekt geht wohl auch die Hoffnung einher, dass es sich die Jugendlichen gut überlegen sollten, ein Kind in die Welt zu setzen, solange sie nicht reif genug für diese herausfordernde Aufgabe sind.

## Rezeption
Nicholas Tucker schreibt in seiner Buchrezension: „Anne Fine ist eine der witzigsten Kinderbuchautorinnen. Die ehemalige britische Children's Laureate hat über 50 Kinder- und Jugendbücher geschrieben, in denen es, bei aller Komik, in treffsicheren Dialogen und genialen Überraschungsmomenten oft um ernste Themen geht. So auch hier. Sie kann sich hervorragend in Kinder hineinversetzen, aber auch in die Erwachsenen, die für sie sorgen. Das unbedingte Bedürfnis des Kindes nach Liebe und Sicherheit verliert Fine dabei nie aus den Augen.“ Die Hamburger Morgenpost befindet: „Wenn Anne Fine, die Meisterin der fiesen Fallstudie, aus der Schule plaudert, ist das auch die hohe Schule der Ironie. Satire pur und liebevoll – da passt jede Pointe, sitzt jedes Detail.“ Angelika Lukesch schreibt in der Mittelbayerische Zeitung: „Seien es nun Scheidungstragikomödien, Beziehungskisten oder der Generationskonflikt – Anne Fine weiß das alles so amüsant und witzig darzustellen, dass noch der schrecklichste Krach lustig und komisch wirkt.“ Im Österreichischer Rundfunk heißt es: „Nicht belehrend, sondern unterhaltend und frech, lesen sich ihre Romane so spannend wie Kriminalromane.“ Der Guardian schließlich befindet: „Flour Babies ist eine witzige und bewegende Geschichte, die zum Nachdenken anregt.“

## Auszeichnungen
Flour Babies wurde 1992 mit einer Carnegie Medal ausgezeichnet. 1993 erhielt der Roman den Whitbread Children's Book Award. 1994 wurde Flour Babies als ‚Honour Book‘ beim Boston Globe/Horn Book Award und vom School Library Journal als Best Book of 1994 ausgezeichnet.

## Referenzen
Das Baby-Projekt ist in dem literarischen Nachschlagewerk 1001 Kinder- und Jugendbücher – Lies uns, bevor Du erwachsen bist! für die Altersstufe 12+ Jahre enthalten.

## Ausgaben
- Flour Babies. Hamish Hamilton, UK 1992 (englisch).
- Das Baby-Projekt. Diogenes, Zürich 1995.